# Oud Holland
Oud Holland - Journal for Art of the Low Countries is een driemaandelijks peer-reviewed wetenschappelijk tijdschrift over kunst uit de Noordelijke- en Zuidelijke Nederlanden (Nederland en België) van ca. 1400-1920. 
Oud Holland is het oudste nog verschijnende kunsthistorische tijdschrift ter wereld. Het werd in 1883 opgericht door Adriaan de Vries en Nicolaas de Roever. Van 1885 tot zijn overlijden in 1946 verleende kunsthistoricus Abraham Bredius als redacteur zijn medewerking aan het tijdschrift. Vanaf 1972 is het Rijksbureau voor Kunsthistorische Documentatie (RKD) de uitgever, sinds 2008 in samenwerking met uitgeverij Brill. De artikelen worden gepubliceerd in het Engels en af en toe in het Nederlands.